# Forjado colaborante

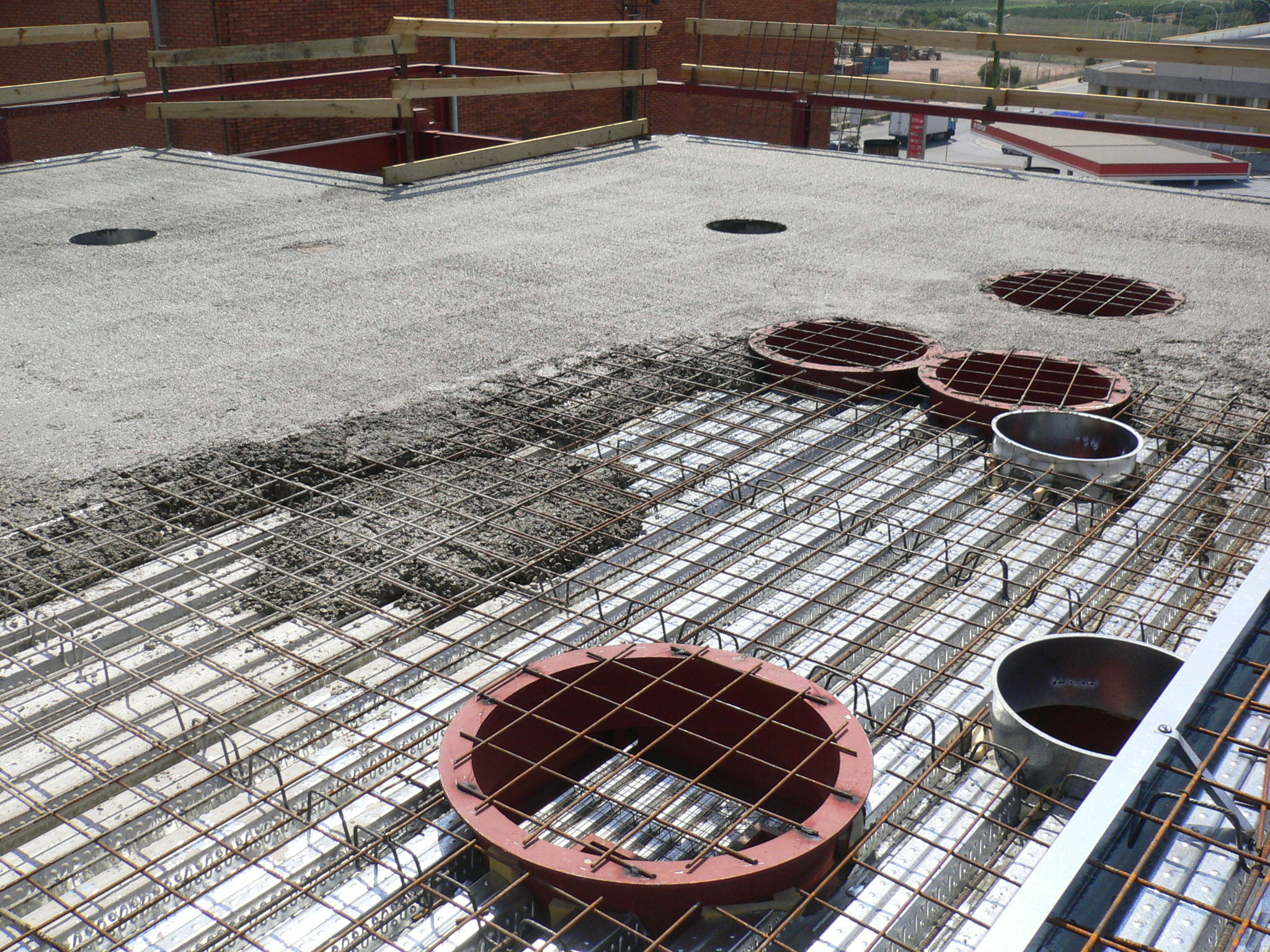
Forjado colaborante en fase de hormigonado.

Un forjado colaborante o forjado de chapa colaborante es un tipo de forjado mixto compuesto por un perfil de chapa grecada de acero y una capa compresora de hormigón, en el que la propia chapa cumple una función resistente como armadura de positivos y no solo como encofrado perdido, por lo que ambos materiales colaboran estructuralmente. Habitualmente el sistema se completa con un mallazo de reparto embebido en el hormigón, con el fin de evitar la fisuración por retracción y por cambios de  temperatura.
Al objeto de que ambos materiales trabajen de una manera solidaria, la chapa debe estar específicamente diseñada para este cometido, para lo que suele disponer de resaltos o embuticiones que facilitan la transmisión de tensiones entre un material y otro y evita el deslizamiento relativo entre ambos.

## Antecedentes
En 1950, en EE. UU., se realiza la primera patente de este tipo de forjado, la conexión entre ambos materiales se realiza por medio de unas pletinas de acero dispuestas transversalmente y soldadas en la cresta de la chapa grecada; posteriormente se sustituyen éstas por un mallazo soldado también en la parte superior de la chapa. Investigaciones posteriores desarrollaron nuevas formas para garantizar la perfecta conexión entre ambos materiales (venciendo el esfuerzo rasante), introduciendo embuticiones o indentaciones en las caras laterales.
En Europa la introducción del forjado colaborante se sitúa a finales de la década de los sesenta. Las investigaciones para solucionar el problema principal del forjado colaborante, el esfuerzo rasante, siguieron desarrollándose y alrededor de la mitad de los ochenta la American Society of Civil Engineers publica “Specifications for the Design and Construction of Composite Slabs”. A su vez se publica la Norma Británica BS-5950-82. Ambas han sido y siguen siendo referencia para este tipo de sistema.
Al ser considerados los forjados colaborantes como construcciones no tradicionales, investigadores franceses en sus publicaciones de las directrices “Avis Techniques” consideran realizar un análisis en servicio además del correspondiente en rotura. Estas directrices son la primera referencia de los actuales Eurocódigos que hoy en día aún se están modificando.

## Descripción del sistema
Un forjado mixto de chapa colaborante se compone de un perfil de chapa grecada de acero sobre el que se vierte una capa de hormigón. Los materiales se disponen de tal manera que cuando el forjado entra en servicio, la chapa de acero inferior resiste las tensiones de tracción, mientras que la capa superior de hormigón resiste las tensiones de compresión, por lo que ambos materiales trabajan de forma óptima. Es habitual completar el sistema con un mallazo de reparto de acero corrugado, con el fin de evitar la fisuración del hormigón debida a la retracción que experimenta durante el proceso de fraguado.
Durante el montaje, el perfil metálico debe ser capaz de soportar por sí mismo el peso del hormigón fresco, la armadura metálica y el peso de los operarios que trabajan sobre ella. Cuando ello no es posible se deben emplear puntales provisionales. Una vez fraguado el hormigón, ambos materiales quedan interconectados de manera que la unión entre ellos es capaz de transmitir las tensiones rasantes. En esta interconexión las indentaciones o embuticiones del perfil metálico desempeñan un papel fundamental, ya que el hormigón solo es capaz de adherirse a materiales porosos, y solo de forma limitada.
Desde el punto de  vista de su funcionamiento estructural, un forjado colaborante es de tipo unidireccional, ya que los nervios de la chapa son paralelos a una dirección, y por lo tanto debe apoyar en los dos bordes perpendiculares a estos. Dada la disposición de los materiales, este sistema funciona de forma óptima cuando se disponen vanos aislados, es decir, que no tienen continuidad más allá de sus apoyos. Cuando se disponen varios vanos consecutivos, y se desea que trabajen solidariamente, aparecen tensiones de tracción en la cara superior del forjado, que requieren de un refuerzo de armadura de acero.
Los forjados colaborantes se emplean principalmente en combinación con estructuras metálicas, no obstante se puede utilizar igualmente sobre estructuras de hormigón, madera o mampostería, siempre que se cumplan las condiciones de fijación y solape adecuadas. Cuando se emplean vigas metálicas cabe la posibilidad de conectar las vigas al hormigón del forjado, de modo que la viga se convierte en un perfil mixto de mayor resistencia. Para ello se pueden emplear diversos tipos de piezas de unión o conectores, que deben servir para transmitir las tensiones rasantes en la superficie de unión entre ambos materiales, así como evitar el arrancamiento (separación entre el acero y el hormigón).

## Ventajas e inconvenientes
- Usualmente, la relación ente resistencia y peso es mayor que en un forjado convencional de hormigón, por lo que los costes de transporte y montaje son menores.
- Los materiales empleados son ligeros, y requieren menor espacio para su acopio y almacenamiento, en comparación con un forjado similar de viguetas y bovedillas.
- En determinadas circunstancias de cargas y distancias entre apoyos se puede prescindir del apuntalamiento provisional. Esto conduce a una mayor facilidad y velocidad de montaje, además de facilitar el aprovechamiento de los pisos inferiores durante la ejecución.
- El perfil de acero sustituye al encofrado, y al ser continuo, sirve de plataforma de trabajo segura para los operarios.
- El acero es inerte y no contamina otros materiales.
- Dependiendo del uso del edificio y de sus requisitos de resistencia al fuego, cabe la posibilidad de dejarlo a la vista, ya que su cara inferior queda acabada y requiere un bajo mantenimiento.
- En caso de que los requisitos de resistencia al fuego lo exijan, es necesario aplicar una capa de protección contra el fuego, ya que de otro modo la chapa de acero resistente quedaría expuesta a un hipotético incendio.

## Normativa europea
- Eurocódigo 2: UNE-ENV 1992-1-1: 1993 Proyecto de Estructuras de Hormigón. Parte 1-1: Reglas generales y reglas para edificación.
- Eurocódigo 2: UNE-ENV 1992-1-2: 1996 Proyecto de Estructuras de Hormigón. Parte 1-2: Reglas generales. Proyecto de estructuras frente al fuego.
- Eurocódigo 3: UNE-ENV 1993-1-3 Diseño de estructuras de acero. Parte 1-3: Reglas generales para elementos conformados en frío.
- Eurocódigo 4: ENV 1994-1-1 Proyecto de estructuras mixtas de hormigón y acero. Parte 1-1: Reglas generales y reglas para la edificación.
- Eurocódigo 4: ENV 1994-1-2 Proyecto de estructuras mixtas de hormigón y acero. Parte 1-2: Reglas generales proyecto de estructuras sometidas a incendio.